# 1177

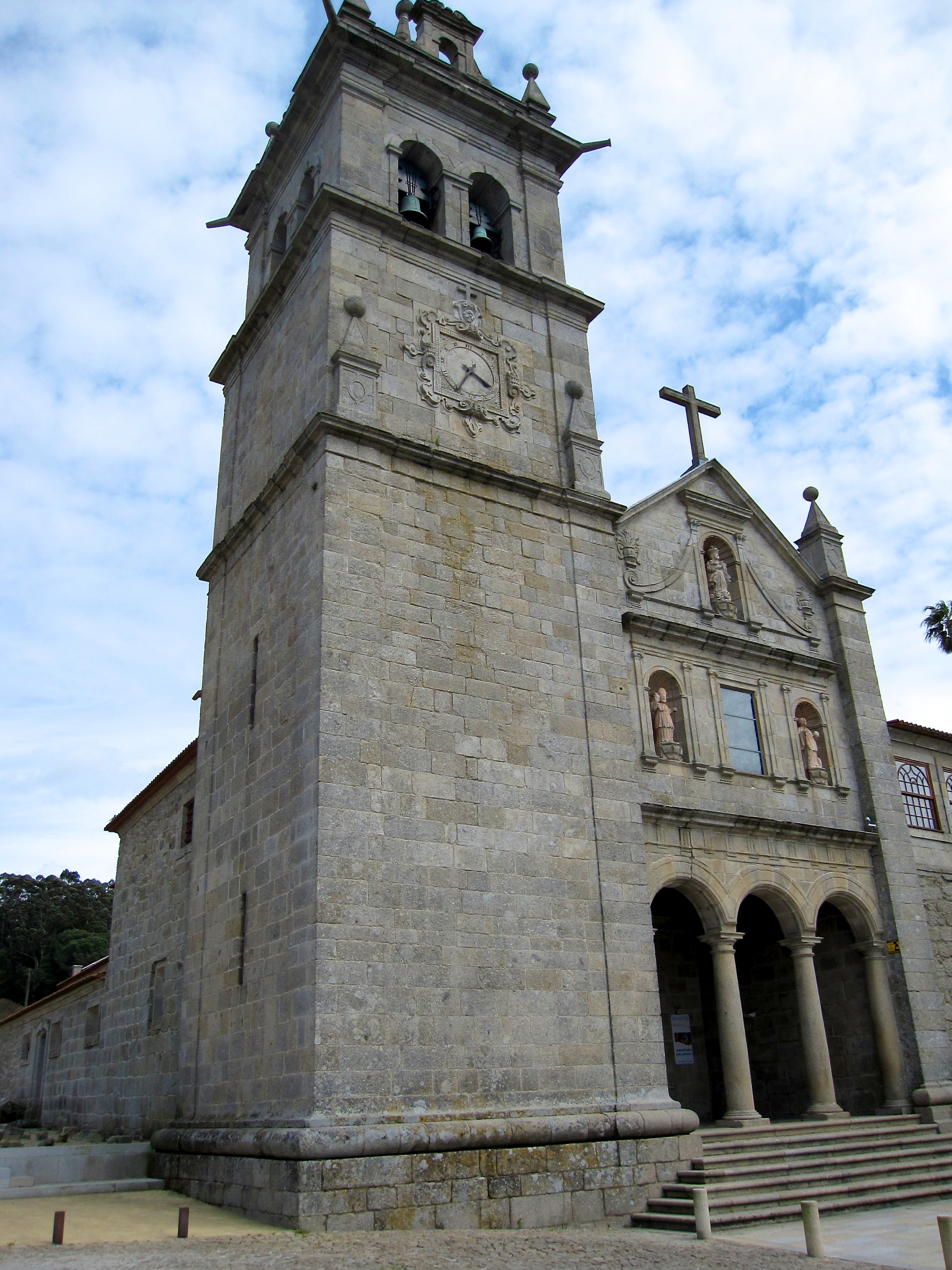
Mosteiro de Landim.

| Calendário gregoriano                                                        | 1177 MCLXXVII                                         |
| Ab urbe condita                                                              | 1930                                                  |
| Calendário arménio                                                           | 626 – 627                                             |
| Calendário bahá'í                                                            | -667 – -666                                           |
| Calendário budista                                                           | 1721                                                  |
| Calendário chinês                                                            | 3873 – 3874 Início a 1 de fevereiro (aproximadamente) |
| Calendário copta                                                             | 893 – 894                                             |
| Calendário etíope                                                            | 1169 – 1170                                           |
| Calendários hindus - Vikram Samvat - Calendário nacional indiano - Cáli Iuga | 1232 – 1233 1098 – 1099 4277 – 4278                   |
| Calendário Holoceno                                                          | 11177                                                 |
| Calendário islâmico                                                          | 572 – 573                                             |
| Calendário judaico                                                           | 4937 – 4938                                           |
| Calendário persa                                                             | 555 – 556                                             |
| Calendário rúnico                                                            | 1427                                                  |
| Calendário solar tailandês                                                   | 1720                                                  |

1177 (MCLXXVII, na numeração romana) foi um ano comum do século XII do Calendário Juliano, da Era de Cristo, a sua letra dominical foi B (52 semanas), teve início a um sábado e terminou também a um sábado. No reino de Portugal estava em vigor a Era de César, que já contava 1215 anos.
| Ano completo                   |
| ------------------------------ |
| Ano comum com início ao sábado |

## Mortes
- D. Gonçalo Rodrigues da Palmeira foi o fundador do Mosteiro de Landim, n. 1130.